# نواه هوفمان
نواه هوفمان (بالإنجليزية: Noah Hoffman)‏ (و. 1989  م) هو متزحلق أمريكي، شارك في الألعاب الأولمبية الشتوية 2014، وبطولة العالم للتزلج النوردي على الثلج 2015، وبطولة العالم للتزلج النوردي على الثلج 2013 ‏، والبطولة النرويجية للاتحاد العالمي للتزلج على الثلوج 2011 ‏، وبطولة العالم للتزلج النوردي على الثلج 2017 ‏.

## روابط خارجية
- نواه هوفمان على موقع الاتحاد الدولي للتزلج (التزلج الريفي) (الإنجليزية)
- نواه هوفمان على موقع اللجنة الأولمبية الدولية (الإنجليزية)
- نواه هوفمان على موقع أوليمبيديا (الإنجليزية)
- نواه هوفمان على موقع اللجنة الأولمبية والبارالمبية الأمريكية (الإنجليزية)